# Várias Variáveis
Várias Variáveis é o quinto álbum de estúdio da banda brasileira de rock Engenheiros do Hawaii. O disco foi gravado em agosto e setembro de 1991, no estúdio Impressão Digital, no Rio de Janeiro, e foi lançado em outubro do mesmo ano pela gravadora BMG, através do selo RCA-Victor. O segundo álbum autoproduzido do grupo marca um maior equilíbrio no uso de instrumentos eletrônicos, como sintetizadores, sequenciadores e pedaleira MIDI. Embora eles ainda apareçam, o disco é dominado pela sonoridade de power trio, com a guitarra distorcida substituindo fortemente as guitarras limpas do disco anterior. Ainda assim, as baladas deste álbum apresentam uma formação alternativa da banda - com Humberto assumindo o piano e Augusto variando entre a guitarra e o violão.
O disco contou com o lançamento de apenas um single "Herdeiro da Pampa Pobre", mas com a produção de três videoclipes: o já citado single, "Piano Bar" e "Muros e Grades" - o que denota uma mudança de estratégia de divulgação das gravadoras, com a estreia da MTV Brasil, no ano anterior. O álbum não manteve a alta de vendagens do último disco, tendo ficado no patamar de vendas que o grupo obtinha antes, vendendo mais de 150 mil cópias no ano de seu lançamento e rendendo mais um disco de ouro para o grupo gaúcho.

## Antecedentes
A partir do lançamento do último álbum da banda, eles mudaram de patamar dentro do quadro da música brasileira e do rock nacional, tornando-se a maior banda de rock do país em eleição feita pela revista Bizz com o público. Além disso, foram os maiores vendedores de disco do rock nacional naquele ano, conseguindo um inédito disco de platina pelas mais de 350 mil cópias vendidas no ano de lançamento. Assim, seus videoclipes estavam entre os mais executados na recém criada MTV Brasil; suas canções estavam entre as mais tocadas nas rádios; e seus shows eram feitos nas maiores casas de show de cada cidade país afora, sempre lotadas. Ainda, haviam feito uma apresentação consagradora no Rock in Rio II, quando foram elogiados pelo principal crítico de música do jornal novaiorquino New York Times. Além disso, aquele havia sido o primeiro álbum em que a banda gaúcha se autoproduzia, o que trouxe a confiança para manter essa solução no disco seguinte.

## Gravação e produção
Inicialmente, as gravações estavam programadas para acontecer no final do ano, mas Humberto avisou os companheiros de banda que teria muito material se esperassem até o fim do ano, o que obrigaria eles a lançarem um álbum duplo - que não era o que desejavam. Assim, decidiram gravar na metade do ano. Maltz estava na Europa, Augusto em Nova Iorque e Humberto em Gramado e todos tiveram que viajar de volta ao Rio de Janeiro para iniciarem as gravações. Os horários do estúdio da gravadora estavam todos cheios e eles receberam a indicação de um estúdio na Barra da Tijuca que tinha a mesa de som mais moderna da América Latina. Lá, entretanto, só estavam disponíveis os horários da madrugada. Assim, começaram as gravações no dia 19 de agosto no estúdio Impressão Digital e elas se estenderam por 6 semanas, sempre com horários que iam das 21:00 às 7:00. Novamente, o grupo iria se autoproduzir. Entre a equipe da banda, a oferta do estúdio pela gravadora foi vista como uma espécie de presente. Porém, utilizar aquele estúdio cheio de tecnologia foi um desafio, além de uma oportunidade. O grupo e os técnicos tiveram que gastar bastante tempo, mas o som do disco foi considerado como o melhor que o grupo conseguiu extrair até aquele momento. Ainda assim, duas músicas acabaram sendo gravadas no estúdio da BMG: "Curtametragem" e "Descendo a Serra". Finalmente, neste álbum, Carlos não programaria uma drum machine, como no disco anterior. Apesar disso, eles ainda utilizaram a Dynacord para compor na estrada, com Carlos tirando a bateria no estúdio a partir da demo gravada antes. Já nas guitarras, voltaria o uso generalizado de distorção, interrompido pelas guitarras limpas do álbum anterior.
Na dedicatória, a banda fez uma brincadeira com um personagem inventado pela equipe. O disco é dedicado "ao homem só" que é como o roadie de Carlos, Nilson Batista, assinava as cartas que respondia aos fãs em nome da banda. Ele também fez parte da estratégia de divulgação da banda, estimulando os fã-clubes a votarem em peso na banda nas eleições anuais de melhores do ano.

## Projeto gráfico
Após se mudarem de Porto Alegre para o Rio de Janeiro, os membros da banda passaram a sentir uma necessidade de buscar inspiração na cultura do seu estado. Assim, decidiram utilizar a cor verde para predominar na capa deste disco, completando a trilogia das cores da bandeira do Rio Grande do Sul começada com a capa de A Revolta dos Dândis - que é amarela - e continuada com a capa de Ouça o que Eu Digo: Não Ouça Ninguém - na cor vermelha. Pela mesma razão, foi utilizado na capa e na contracapa, de modo proeminente, a figura do ouroboros, da cobra que morde o próprio rabo e que simboliza o encerramento de um ciclo: um final que retorna ao começo. Além disso, as engrenagens sempre presentes nas capas dos discos da banda voltam em profusão, diferenciando-se do álbum anterior - que só tinha uma engrenagem na camiseta que Humberto utilizava - e sinalizando para a continuação - e o encerramento - do projeto que estava sendo desenvolvido antes do álbum ao vivo e do disco anterior. 

## Resenha musical
O disco abre com "O Sonho É Popular" em que Augusto utiliza o seu violão Guild Songbird e Humberto utiliza o baixo Steinberger fretless. A linha de baixo desta música será repetida diversas vezes ao longo do álbum em um procedimento típico do rock progressivo. A letra faz referência a outras canções de discos anteriores da banda, bem como a temas já explorados antes - como a Campanha da Legalidade, referida pela expressão "um golpe em 1961" que denota a crise pela renúncia de Jânio Quadros e o veto dos ministros militares à posse de João Goulart - e a novos temas ligados à década de 1960: a antropologia de Darcy Ribeiro, a arquitetura de Oscar Niemeyer e a poesia de Ferreira Gullar - referida no próprio título da canção que é uma frase do poema "Lições de Arquitetura" que o poeta publicou em 1980 em homenagem ao arquiteto. Além disso, há uma referência à cidade de Chandigar, que é uma cidade planejada - como Brasília - só que pelo arquiteto Le Corbusier, em um paralelo com o arquiteto brasileiro. Em seguida, "Herdeiro da Pampa Pobre" - um cover do Gaúcho da Fronteira - seria o primeiro single do disco, uma tentativa da gravadora de repetir "Era um Garoto Que como Eu Amava os Beatles e os Rolling Stones". A música conta com Licks utilizando chorus na música toda, mas com a adição de "phaser" quando acrescentava a distorção de seu amplificador Mesa Boogie. No solo, o guitarrista utiliza-se da técnica tapping e de uma outra semelhante em que utilizava a palheta para fazer a mão direita, para obter som parecido ao de uma "gaita" - como os gaúchos chamam o Acordeão.
"Sala Vip" foi composta por Humberto nos bastidores do Rock in Rio II e, nela, Gessinger expressa a condição de "outsiders" que a banda tinha. A música tem linhas de baixo pronunciadas e uma guitarra com muita distorção. Ainda, a voz de Humberto passa por efeitos de "pitch" que a deformavam seja aumentando ou diminuindo a sua velocidade. Augusto utiliza um sequenciador Yamaha Rex-50 quando o vocalista pronuncia a palavra "bote". "Piano Bar" foi a última canção composta para o álbum e se diferencia das outras por esta razão. Ela repete a formação alternativa que a banda passou a utilizar após a gravação de "Olhos Iguais aos Seus", do álbum anterior, com Humberto no piano, Augusto na guitarra e Carlos na bateria. Antes disso, Licks gravava todos os teclados da banda. Na verdade, inclusive, a guitarra entra apenas na metade da música, com um solo em que um riff se repete duas vezes - uma em cada lado - sempre sustentando a microfonia na última nota e, na terceira vez, as duas guitarras executam simultaneamente, em uníssono, na técnica conhecida como dobra. A partir daí, a guitarra vai segurando a harmonia através de pequenos solos e alguns acordes. O solo é dividido em duas partes: na primeira, Augusto utiliza o botão de volume - na técnica conhecida como "volume swell" e que produz crescendos em sequência - e o efeito de delay na regulagem "beat and a half", no qual as repetições se dão em um intervalo de colcheia pontuada; na segunda, tem-se um solo mais lento, mas com bastante distorção, preparando o peso que está presente no final da música.
Na sequência, "Ando Só" traz os mesmos efeitos de "Herdeiro da Pampa Pobre", distorção e phaser. Aqui, também aparece outro efeito típico de rock progressivo, a inserção de sons e falas pré-gravadas. No caso, uma voz feminina e o barulho de um carro arrancando, retirados do filme The Man with Two Brains, de 1983. Ainda, a letra desta canção faz referência ao livro Pergunte ao Pó, do autor ítalo-americano John Fante. Em "Quartos de Hotel", há bastante distorção, mas, no primeiro verso, temos o violão acompanhado por uma guitarra tocada com slide. No solo, Augusto inicia com uma citação de "Noites de Moscou". "Várias Variáveis" é uma colagem de sons - mais uma referência ao rock progressivo - para simular alguém virando o dial em um aparelho de rádio que executa um trecho da canção "Vozes", do segundo disco da banda. É a única música do grupo cujos créditos de composição são atribuídos para os três membros. Em seguida, o hard rock "Sampa no Walkman" apresenta a mesma introdução de "Quartos de Hotel", em mais um procedimento semelhante ao rock progressivo. Nesta música, desde trechos da letra até a melodia citada na introdução, os Engenheiros fazem referência à canção "Sampa", de Caetano Veloso, em que o cantor e compositor baiano homenageia a cidade de São Paulo. No solo desta canção, Augusto utiliza a técnica de "cross-tapping", uma adaptação da técnica de tapping em que ele cruza os braços sustentando a nota base com o indicador da mão direita e martelando as cordas com os dedos da mão esquerda. No início deste solo, ele cita a canção patriótica russa "Katyusha. Em 2009, a coluna "Baú do Roque", do jornal Zero Hora, elegeu este solo o 11º melhor solo de guitarra do rock.
Na sequência, vem três canções escritas em parceria entre Humberto e Augusto. Como sempre, o baixista escrevia as letras e o guitarrista musicava. Em "Muros e Grades", Licks utilizou a guitarra 12 cordas e a pedaleira MIDI para uma nota de "ataque" toda vez que havia a troca de acordes. No refrão, mantém uma nota de fundo que fica soando e acrescentando tensão harmônica. Na segunda parceria, "Museu de Cera", Augusto também toca a guitarra 12 cordas com a pedaleira MIDI acrescentando sons "etéreos" sintetizados. Na introdução, uma guitarra toca notas que são sustentadas com um EBow enquanto a outra reproduz uma espécie de cavalgada com o uso de delay. "Curtametragem" é tocada com a formação alternativa (Humberto no piano, Augusto no violão e Carlos na percussão) e contém um erro de gravação proposital. "Descendo a Serra" também começa com um erro de gravação e se utiliza da mesma formação da banda. Essas duas canções foram gravadas de modo diferente: microfones espalhados pelo estúdio da BMG captaram a banda tocando junta, ao vivo. "Não É Sempre" é uma canção bem direta que tem uma rara parceria de Augusto com Maltz no arranjo da guitarra, tendo o baterista sugerido diversas ideias para Licks. "Nunca É Sempre" é uma espécie de continuidade da anterior, com Humberto citando novamente a linha de baixo de "O Sonho É Popular", dando sentido sonoro para o ouroboros da capa do disco.

## Recepção

### Lançamento
O álbum foi lançado em 4 de novembro de 1991 - em CD, LP e K7 - pela gravadora BMG através do selo RCA-Victor. Para promover o disco, foi lançado um único single, "Herdeiro da Pampa Pobre". Apesar disso, foram lançados 3 videoclipes, o que mostra a mudança de estratégia de promoção que as gravadoras passaram a adotar com a ascensão da MTV Brasil: a já falada "Herdeiro da Pampa Pobre", "Piano Bar" e "Muros e Grades", estas duas últimas gravados em shows da banda. Com a divulgação e distribuição da gravadora, mais a turnê nacional da banda - a Várias Variáveis Tour, o disco vendeu mais de 150 mil cópias no ano de seu lançamento, rendendo mais um disco de ouro para o grupo.

### Fortuna crítica
| Críticas profissionais | Críticas profissionais |
| Avaliações da crítica  | Avaliações da crítica  |
| Fonte                  | Avaliação              |
| ---------------------- | ---------------------- |
| Folha de S.Paulo       | Negativa               |
| Jornal do Brasil       | Neutra                 |
| O Globo                | [ 12 ]                 |
| Bizz                   | Positiva               |

A crítica especializada reagiu de forma mais positiva a este trabalho da banda, considerando este trabalho como uma volta ao caminho dos primeiros discos da banda. Ainda assim, Erika Palomino, na Folha de S.Paulo, criticou veementemente o disco, especialmente a capa e as letras de Humberto, comparando o que chamou de messianismo do compositor gaúcho ao cantor e compositor baiano Raul Seixas. Fábio Rodrigues, escrevendo para o Jornal do Brasil, também critica bastante a capa do disco, além de acusar uma suposta "fadiga criativa" da banda, com a repetição de ideias e a sinalização de que a banda havia esgotado a fórmula que utilizavam. Já Mauro Ferreira, em O Globo, deu ao disco uma nota alta, elogiando a versatilidade do trio e até a inspiração de alguns versos de Humberto. Finalmente, a revista Bizz, em resenha assinada por Alex Antunes, também criticou a capa do álbum, mas elogiou bastante a sonoridade do disco dizendo que os Engenheiros finalmente se transformavam na "banda progressiva que eles sempre quiseram ser". Finaliza dizendo que o disco é bem tocado e bem produzido.

## Legado
Com o lançamento deste álbum, os Engenheiros se consolidaram como a maior banda de rock do país naquele momento, feito reconhecido maciçamente pela imprensa especializada da época.

## Faixas
Lista de faixas dadas pelo Spotify e pela obra citada.
Todas as faixas escritas e compostas por Humberto Gessinger, exceto onde indicado. 
| N.º            | Título                    | Compositor(es)                                    | Duração |  |
| 1.             | "O Sonho É Popular"       |                                                   | 1:28    |  |
| 2.             | "Herdeiro da Pampa Pobre" | Gaúcho da Fronteira / Vaine Darde                 | 4:03    |  |
| 3.             | "Sala Vip"                |                                                   | 4:49    |  |
| 4.             | "Piano Bar"               |                                                   | 4:16    |  |
| 5.             | "Ando Só"                 |                                                   | 3:54    |  |
| 6.             | "Quartos de Hotel"        |                                                   | 4:40    |  |
| 7.             | "Várias Variáveis"        | Humberto Gessinger / Augusto Licks / Carlos Maltz | 0:47    |  |
| 8.             | "Sampa no Walkman"        |                                                   | 4:21    |  |
| 9.             | "Muros e Grades"          | Humberto Gessinger / Augusto Licks                | 3:39    |  |
| 10.            | "Museu de Cera"           | Humberto Gessinger / Augusto Licks                | 3:58    |  |
| 11.            | "Curtametragem"           | Humberto Gessinger / Augusto Licks                | 1:57    |  |
| 12.            | "Descendo a Serra"        |                                                   | 2:57    |  |
| 13.            | "Não É Sempre"            |                                                   | 3:29    |  |
| 14.            | "Nunca É Sempre"          |                                                   | 0:49    |  |
| Duração total: | Duração total:            | Duração total:                                    | 45:14   |  |

## Créditos
Créditos dados pelas obras referenciadas.

### Músicos
A Banda
- Humberto Gessinger: Voz, baixo (modelos Steinberger normal e fretless) e piano (modelo Steinway & Sons).
- Augusto Licks: Guitarra (modelos Steinberger GM4T - preta e branca), guitarra 12 cordas (modelo Steinberger GM4T/GM12) violão (modelo Guild Songbird), teclado (modelo Roland U-20), sequenciador (modelo Yamaha Rex-50), pedaleira MIDI (modelo Elka) e vocal.
- Carlos Maltz: Bateria e percussão.

### Ficha técnica
- Direção artística: Miguel Plopschi.
- Produção: Engenheiros do Hawaii.
- Engenheiros de som: Ricardo Essucy (BMG), Francelino Garrido e Guilherme Reis.
- Assistentes: Dalmo Beloti (BMG), Eva Straus, Geraldo Tavares, Marcelo Load, Marcelo Sabóia e Paulo Sérgio Braga.
- Mixagem: Engenheiros do Hawaii e Francelino Garrido.
- Roadies: Cássio Araújo (Humberto), Bruno Maciel (Augusto) e Nilson Batista (Carlos).
- Projeto gráfico: Humberto Gessinger.
- Design gráfico (coordenação): André Teixeira.
- Design gráfico (execução): Guilherme Lorenzoni e Gilberto Zavarezzi (desenho da cobra).
- Fotos: Dario Zalis (banda) e José Luiz Lamosa (engrenagens).